# Radio Disney (Nicaragua)
Radio Disney (100.7 FM) fue una emisora radial nicaragüense de frecuencia modulada ubicada y transmitida en la ciudad de Managua. 100.7 FM perteneció a Ratensa Comunicaciones y fue afiliada a la cadena Radio Disney Latinoamérica.
Radio Disney fue una radio musical de éxitos en español e inglés que transmitió las 24 horas del día con un elenco de locutores integrado por jóvenes estudiantes de locución. La programación estuvo destinado a niños y adolescentes.
Locutor de viñetas (Erick M) voz recurrente